# Anneliese Rudolph
Anneliese Rudolph ist eine alte, heimische Sorte des Pfirsich (Prunus persica). Sie wurde zuerst um 1911 in Dresden gezüchtet.
Die Besonderheit dieses Pfirsichs ist seine Unempfindlichkeit gegenüber rauen Lagen. Er trägt daher auch außerhalb von Weinbaulagen gute Früchte, die zwar weniger süß als Handelsfrüchte, jedoch sehr aromatisch sind. Diese Pfirsichsorte ist weißfleischig und starkwüchsig, benötigt daher regelmäßigen Schnitt.
Sie ist von „moderneren“ Sorten verdrängt worden und spielt heute im Anbau keine Rolle mehr. Ihre Widerstandsfähigkeit und Kältetoleranz zeigen jedoch ihre hohe Anpassung an mitteleuropäische Verhältnisse.